# جانوس بوغنار
جانوس بوغنار (بالمجرية: Bognár János)‏ هو دراج مجري، ولد في 24 أبريل 1914 في بودابست في المجر، وتوفي في 8 مارس 2004 في سان دييغو في الولايات المتحدة.

## وصلات خارجية
- جانوس بوغنار على موقع أرشيف الدراجات (الإنجليزية)
- جانوس بوغنار على موقع أوليمبيديا (الإنجليزية)